# Мусхаб-Али Кузунский
Мусхаб-‘Али Кузунский (лезг.  Кузун Мусхьаб-‘Алий; 1868, Кузун — 1920, 1922 или 1928, Агашириноба или Гыраглы) — имам и один из руководителей сопротивления лезгин против большевистской власти. Представитель сихила кузунар. Национальный герой лезгин.

## Биография
Мусхаб-‘Али родился в лезгинском селе Кузун Кубинского уезда, которое входило в одноимённое общество Кусарского полицейского участка (ныне село входит в Зинданмуругский сельсовет в Гусарском районе Азербайджана). Получил исламское образование в Турции, побывал в нескольких мусульманских странах, являлся крупным учёным и влиятельным религиозным деятелем в регионе. Наряду с родным лезгинским языком, Мусхаб-‘Али в совершенстве владел арабским, турецким, персидским, русским и даже аварским и лакскими языками.

## Деятельность до войны
В исторических источниках и архивных документах известен преимущественно под именем «Мохубали эфенди Кузунви». Известно, что Мусхаб-‘Али в 1890 году построил в своём селе на собственные средства большую школу. В последующие годы он открыл в Кусарском участке два мадраса и отремонтировал восемь мечетей. О его просветительской деятельности и благотворительности говорилось в «Ежегоднике», изданном в 1903 году.

## Смерть
Боясь дальнейшего роста авторитета Мусхаб-‘Али Кузунви среди лезгинского народа, большевистскими революционерами было принято решение о его ликвидации. В 1920 году Мусхаб-‘Али-эфенди попал в засаду в селе Агашириноба (ныне село в Хачмазском районе Азербайджана) где и был убит. Об этом событии подробно рассказывается в отчете председателя Кусарского революционного комитета Шаршанидзе в Кубинский Ревком от 29 августа 1920 года.